# Belgisch kampioenschap rally 2016
Het Belgisch kampioenschap rally 2016 was de negenendertigste jaargang van het Belgisch kampioenschap rally, georganiseerd door de RACB (Royal Automobile Club Belgium). In 2016 ging dit kampioenschap door onder de naam van Belgian Rally Championship of BRC. Er stonden 9 wedstrijden op de kalender. De puntentelling bleef ongewijzigd ten opzichte van voorgaande editie. Er konden zowel zowel punten voor de positie in het algemene klassement als voor de positie binnen de eigen klasse verdiend worden. Op het einde van het seizoen mocht er één schrapresultaat ingebracht worden.

## Kalender
| Kleur | Ondergrond       |
| ----- | ---------------- |
| Grijs | Asfalt           |
| Bruin | Gravel           |
| Roze  | Asfalt en gravel |

| Ronde | Datum        | Rally                 | Start en finish | Ondergrond | Ondergrond       |
| ----- | ------------ | --------------------- | --------------- | ---------- | ---------------- |
| 1     | 27 februari  | Rally van Haspengouw  | Landen          |            | Asfalt           |
| 2     | 18 maart     | Spa Rally             | Spa             |            | Asfalt en gravel |
| 3     | 9 april      | TAC Rally             | Tielt           |            | Asfalt           |
| 4     | 29 april     | Rallye de Wallonie    | Namen           |            | Asfalt           |
| 5     | 21 mei       | Sezoensrally          | Bocholt         |            | Asfalt en gravel |
| 6     | 24 juni      | Rally van Ieper       | Ieper           |            | Asfalt           |
| 7     | 2 september  | Omloop Van Vlaanderen | Roeselare       |            | Asfalt           |
| 8     | 24 september | East Belgian Rally    | Sankt Vith      |            | Asfalt           |
| 9     | 5 november   | Condroz Rally         | Hoei            |            | Asfalt           |

## Eindklassement BRC
| plaats | Rijder              | Auto                    | Punten |
| ------ | ------------------- | ----------------------- | ------ |
| 1      | Freddy Loix         | Škoda Fabia R5          | 134    |
| 2      | Kris Princen        | Peugeot 208 T16         | 95     |
| 3      | Vincent Verschueren | Škoda Fabia R5          | 87     |
| 4      | Anthony Dovifat     | Citroën DS3 R3          | 55     |
| 5      | Steven Dolfen       | Peugeot 208 R2          | 50     |
| 6      | Polle Geussens      | Ford Fiesta R2          | 44     |
| 7      | Stephan Herman      | Fiat Punto              | 42     |
| 8      | Xavier Bouche       | Mitsubishi Lancer Evo X | 42     |
| 9      | Franky Boulat       | BMW M3                  | 38     |
| 10     | Lucas Walbrecq      | Renault Twingo R1       | 36     |